# Наталија Герман
Наталија Снегур Герман (20. март 1969), је молдавска политичарка, која је била министарка спољних послова и европских интеграција и заменица премијера Молдавије од маја 2013. године до јануара 2016. године.

## Биографија
Рођена је у Кишињеву 1969. године. Она је ћерка Мирча Снегура, првог председника Молдавије. Студирала је у Молдавији на државном универзитету и завршила постдипломске студије на универзитету у Лондону. Била је амбасадорка у Аустрији и стална представница при ОЕБС-у од 2002. године до 2006. године, и амбасадорка у Шведској, Норвешкој и Финској од 2006. године до 2009. године.
У 2009. године, она је постала заменица министра спољних послова и европских интеграција и главна преговарачица о Споразуму о придруживању Молдавије у ЕУ. У фебруару 2016. године била је кандидована за место генералне секретарке Организације уједињених нација.

## Дипломатска каријера
Почела је да ради у молдавској дипломатској служби 1991. године, као прва и друга секретарка на департману за међународне организације Министарства спољних послова. Од 1994. године до 1997. године, радила је као саветница и заменица сталног представника у агенцијама УН-а у Бечу и ОЕБС-а. Од 1997. године до 2001. године, била је заменица шефа Одељења за европску безбедност и политичко-војне послове у молдавском Министарству спољних послова. Од 2001. године до 2002. године, била је министарка-саветница у амбасади Молдавије у Бриселу, као и заменица шефа Мисије Молдавије у НАТО-у. Године 2002. она је постала амбасадорка у Аустрији и стална представница при ОЕБС-у и УН-а у Бечу. У овој улози, она је "истакнута сарадница у напорима ОЕБС-а у идентификовању решења за нерешене сукобе у региону", као и "потенцијал заједнице ОЕБС-а у сукобима у Придњестровљу у Републици Молдавији". У 2006. години, она је напустила Брисел због одласка у Стокхолм, поставши молдавска амбасадорка у Шведској, Норвешкој и Финској. За своје "заслуге у промоцији односа између Шведске и Молдавије", она је награђена Орденом Поларне звезде у рангу команданта 1. класе. Она је напустила ову улогу 2009. године, након именовања за заменицу министра.

## Политичка каријера
Дана 29. јуна 2009. године, она је именована за заменицу министра спољних послова и европских интеграција, тадашњег министра Андреи Стратана. У новембру 2009. године, она је именована за главну преговарачицу у разговорима са Европском унијом око Споразума о придруживању Молдавије. Она је такође помогала у разговорима који су довели до либерализације визног режима за Молдавце који путују у Европску унију.
Дана 30. маја 2013. године она је именована за министарку спољних послова и европских интеграција, док је истовремено била именована за улогу потпредседнице Владе Молдавије. Она је такође била одговорна за председавање Националног комитета за борбу против трговине људима. У овој улози, она је учествовала на Глобалном форуму о миграцији и развоју и допринела "дијалогу о међународној миграцији и развоју". У 2014, она је добила највећу домаћу част Молдавије, Орден Републике.
На изборима новембра 2014. године, Наталија је изабрана за народну посланицу и постала је чланица парламентарног одбора за спољну политику и европске интеграције. Након што је Кирил Габурич дао оставку на место премијера Молдавије 22. јуна 2015. године, она је преузела то место у прелазном року. Она је обављала ту функцију до 30. јула 2015. године, када је Валери Стрелет постао премијер, а она је наставила своје претходне улоге.

## Кандидатура за Генералну секретарку Уједињених нација
Дана 18. фебруара 2016. године она је званично именована од стране Влада Лупана, молдавског сталног представника у Уједињеним нацијама, за молдавску кандидаткињу за место генералне секретарке Уједињених нација у процесу селекције 2016. 19. фебруара, ова номинација је била јавна од стране председника Генералне скупштине. Наталија је учествовала у неформалном дијалогу у Генералној скупштини Уједињених нација 13. априла 2016. године, где је тврдила да "Уједињене нације никада нису биле тако неопходне." Она је говорила више од два сата. У оквиру своје кампање, она је говорила на догађајима или у интервјуима на Међународном институту за мир, универзитету у Лондону.